# Indian Giver
«Indian Giver» es una canción interpretada por la banda estadounidense 1910 Fruitgum Company. Fue publicada el 14 de marzo de 1969 como el sencillo principal del álbum del mismo nombre. «Indian Giver» alcanzó la posición #5 en el Billboard Hot 100 y fue certificado disco de oro por la Recording Industry Association of America (RIAA).

## Título
El título de la canción se refiere al término usado para describir a alguien que da un regalo y luego lo toma de vuelta o espera un equivalente a cambio. La letra y el título de la canción han sido criticados por su naturaleza ofensiva y despectiva hacia los nativos americanos, y hoy en día ya no se reproduce en muchas estaciones de radio.

## Composición y arreglos
La canción fue compuesta y producida por Bobby Bloom Ritchie Cordell Bo Gentry. Musicalmente, «Indian Giver» ha sido descrita como una canción de bubblegum pop.

## Legado
El sitio web Singersroom clasificó a «Indian Giver» en la posición #67 en su lista de “las 100 mejores canciones de 1969”.

## Posicionamiento

### Gráfica semanal
| Gráfica (1969)                     | Pico de posición |
| ---------------------------------- | ---------------- |
| Australia (Kent Music Report)      | 5                |
| Canadá (RPM Top Singles)           | 1                |
| Estados Unidos (Billboard Hot 100) | 5                |
| Estados Unidos (Cashbox Top 100)   | 4                |
| Sudáfrica (Springbok Radio)        | 1                |

### Gráfica de fin de año
| Gráfica (1969)                     | Pico de posición |
| ---------------------------------- | ---------------- |
| Australia (Kent Music Report)      | 50               |
| Canadá (RPM Top Singles)           | 34               |
| Estados Unidos (Billboard Hot 100) | 67               |
| Estados Unidos (Cashbox Top 100)   | 50               |

## Certificaciones y ventas
| País                  | Certificación | Ventas  |
| --------------------- | ------------- | ------- |
| Estados Unidos (RIAA) | Oro           | 500,000 |